# Маршалловы Острова на летних Олимпийских играх 2024
Олимпийская сборная Маршалловых Островов на летних Олимпийских играх 2024 года была представлена 4 спортсменами в 3 видах спорта. Знаменосцами команды на церемонии открытия стали легкоатлет Уильям Рид и тяжелоатлетка Мэтти Сассер.

## Состав сборной
Лёгкая атлетика
1. Уильям Рид[англ.]

 Плавание
1. Филлип Киноно
2. Кайла Хеплер[англ.]

 Тяжёлая атлетика
1. Мэтти Сассер[англ.]

## Результаты соревнований

### Водные виды спорта

#### Плавание
Маршалловы Острова получили два универсальных места (по одному — для мужчин и женщин) для участия своих спортсменов в соревнованиях по плаванию на Играх в Париже.
Мужчины
| Спортсмен     | Дистанция           | Предварительный раунд | Предварительный раунд | Предварительный раунд | Полуфинал            | Полуфинал            | Полуфинал            | Финал                | Финал                |
| Спортсмен     | Дистанция           | Заплыв                | Результат             | Место                 | Заплыв               | Результат            | Место                | Результат            | Место                |
| ------------- | ------------------- | --------------------- | --------------------- | --------------------- | -------------------- | -------------------- | -------------------- | -------------------- | -------------------- |
| Филлип Киноно | 50 м вольным стилем | 2                     | 27,43                 | 64                    | завершил выступление | завершил выступление | завершил выступление | завершил выступление | завершил выступление |

Женщины
| Спортсмен    | Дистанция           | Предварительный раунд | Предварительный раунд | Предварительный раунд | Полуфинал             | Полуфинал             | Полуфинал             | Финал                 | Финал                 |
| Спортсмен    | Дистанция           | Заплыв                | Результат             | Место                 | Заплыв                | Результат             | Место                 | Результат             | Место                 |
| ------------ | ------------------- | --------------------- | --------------------- | --------------------- | --------------------- | --------------------- | --------------------- | --------------------- | --------------------- |
| Кайла Хеплер | 50 м вольным стилем | 2                     | 30,33                 | 62                    | завершила выступление | завершила выступление | завершила выступление | завершила выступление | завершила выступление |

### Лёгкая атлетика
Маршалловы Острова получили одно универсальное место для участия своих спортсменов в соревнованиях по лёгкой атлетике на Играх в Париже.
Мужчины
| Спортсмен  | Дисциплина   | Предварительный раунд | Предварительный раунд | Предварительный раунд | Четвертьфинал        | Четвертьфинал        | Четвертьфинал        | Полуфинал            | Полуфинал            | Полуфинал            | Финал                | Финал                |
| Спортсмен  | Дисциплина   | Забег                 | Время                 | Место                 | Забег                | Время                | Место                | Забег                | Время                | Место                | Время                | Место                |
| ---------- | ------------ | --------------------- | --------------------- | --------------------- | -------------------- | -------------------- | -------------------- | -------------------- | -------------------- | -------------------- | -------------------- | -------------------- |
| Уильям Рид | бег на 100 м | 1                     | 11,29                 | 6                     | завершил выступление | завершил выступление | завершил выступление | завершил выступление | завершил выступление | завершил выступление | завершил выступление | завершил выступление |

### Тяжёлая атлетика
Представительнице Маршалловых Островов Мэтти Сассер Международной федерацией тяжёлой атлетики была выделена квота по Олимпийскому континентальному квалификационному рейтингу для участия в Играх в Париже в категории до 59 кг.
Женщины
| Спортсмен    | Категория | Вес   | Рывок | Рывок | Рывок | Толчок | Толчок | Толчок | Всего | Место |
| Спортсмен    | Категория | Вес   | 1     | 2     | 3     | 1      | 2      | 3      | Всего | Место |
| ------------ | --------- | ----- | ----- | ----- | ----- | ------ | ------ | ------ | ----- | ----- |
| Мэтти Сассер | до 59 кг  | 58,95 | 94    | 94    | 94    | 110    | 115    | 118    | 209   | 10    |